# Hiroshi Hara
Hiroshi Hara (en japonais : 原 広司), né le 9 septembre 1936 à Kawasaki (Kanagawa) et mort le 3 janvier 2025, est un architecte et théoricien japonais. 
Ses nombreuses réalisations telles que la gare de Kyoto, l'Umeda Sky Building à Ōsaka, le Yamato International building à Tokyo, le Sapporo Dome à Hokkaidō et d'autres importantes structures au Japon lui ont valu de nombreuses récompenses. Avec un doctorat en ingénierie, il devient professeur à l'université de Tokyo jusqu'en 1997 et reste professeur émérite depuis lors.

## Formation
Hiroshi Hara obtient un Bachelor of Arts de l'université de Tokyo en 1959, puis une Maîtrise en Arts en 1961 et un Doctorat en 1964, toujours à l'université de Tokyo. 

## Carrière
Hiroshi Hara devient professeur associé à la faculté d'architecture de l’université de Tokyo en 1964 et professeur associé à l'institut des sciences industrielles de l'université en 1969. Il suit le séminaire d'été de l'université de Harvard en 1968. En 1982, Hiroshi Hara est nommé professeur à l'Institut de sciences industrielles et en 1997, professeur émérite à l'université de Tokyo.

## Réalisations
- 1987 : Yamato International, Ōta
- 1987 : Kenju Park 'Forest House', Nakaniida, préfecture de Miyagi
- 1988 : Lida City Museum, Lida, préfecture de Nagano
- 1993 : Umeda Sky Building, Kita-ku, Osaka
- 1997 : Miyagi Prefectural Library, Sendai, préfecture de Miyagi
- 1997 : Gare de Kyoto, Shimogyō-ku, Kyoto
- 2001 : Sapporo Dome, Sapporo, Hokkaidō
- 2002 : Université de Tokyo, Komaba Campus II, Tokyo
- 2007 : Aizu Gakuho Junior and Senior High School, Aizuwakamatsu, préfecture de Fukushima

## Publications
Hiroshi Hara n'est pas seulement un architecte reconnu, il est également l'auteur d'essais théoriques sur l'architecture et les villes, dont : 
- l'essai Discrete City: Hiroshi Hara, Architects - HARA
- The Floating World of Architecture, Hiroshi Hara, B. Bognar, John Wiley & Sons ; 2001